# Sicono

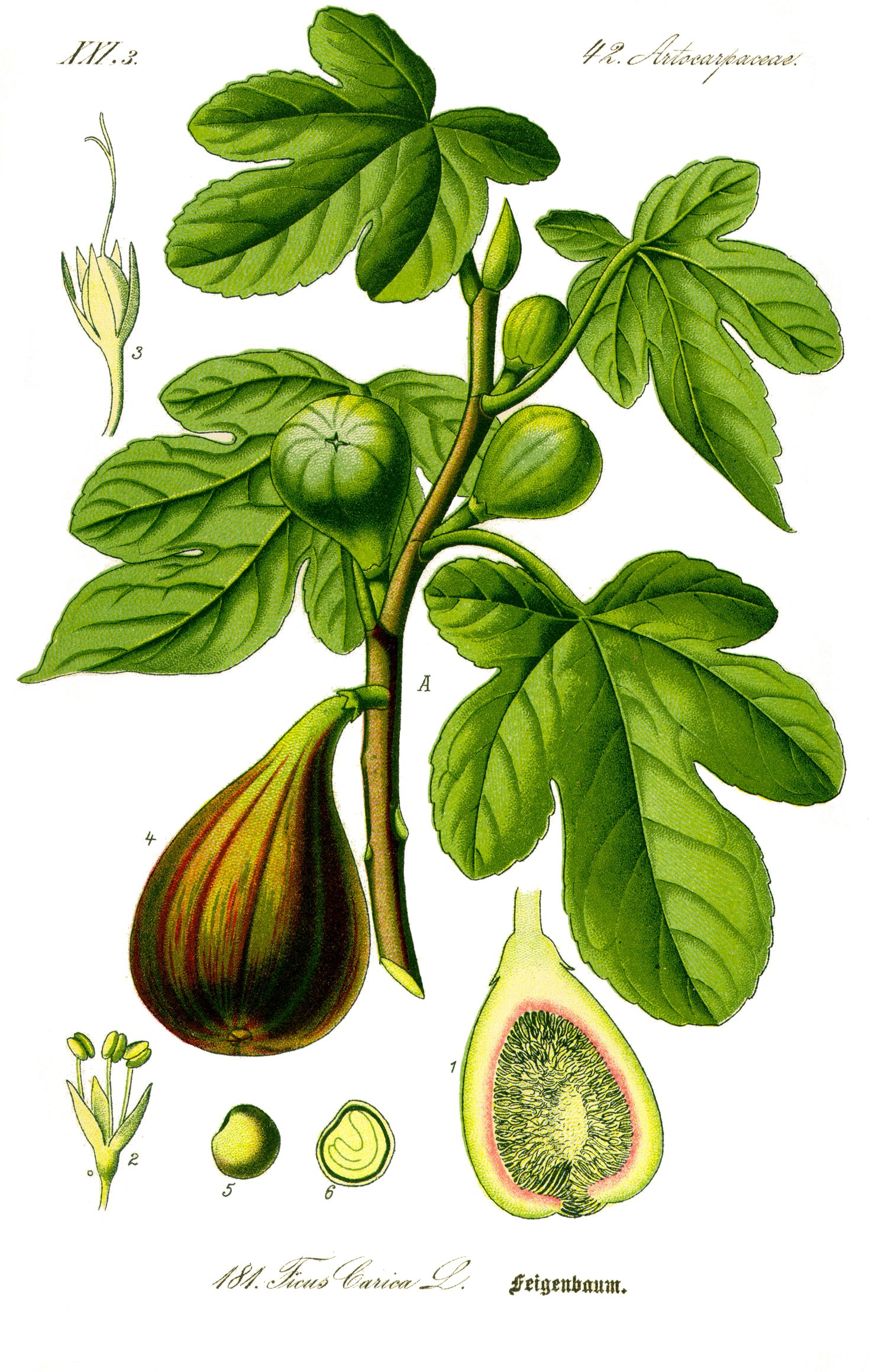
Ficus carica

Los siconos son un tipo de inflorescencia (infrutescencia, según la RAE), también considerados frutos compuesto o múltiple, típico del género Ficus al que pertenecen las higueras. Están compuestos de un receptáculo piriforme o redondeado, hueco en su interior y con una abertura apical llamada ostiolo, la cual es estrecha e intrincada cubierta de escamas interpuestas, protegido por pequeños hipsófilos; dentro y en las paredes de este receptáculo se hallan las flores y más tarde los diminutos frutículos de estas plantas. El nombre viene del griego y significa higo.
El sicono se caracterizó en los frutos del higo, consta de flores unisexuales: las flores femeninas constan de cinco pétalos y un solo carpelo. Se encuentran en el fondo del sicono. Por otro lado, las flores masculinas tienen tres sépalos y tres estambres, ubicándose en la entrada del sicono. Esto solo es en aquellas inflorescencias de especies monoicas. Sin embargo, existen especies dioicas.